# Recopa Sul-Brasileira 2007
La Recopa Sul-Brasileira 2007 è stata la 1ª edizione della Recopa Sul-Brasileira.

## Squadre partecipanti
| Club          | Città                | Stato             | Motivo qualificazione               |
| ------------- | -------------------- | ----------------- | ----------------------------------- |
| Caxias        | Caxias do Sul        | Rio Grande do Sul | Vincitore della Copa FGF            |
| J. Malucelli  | São José dos Pinhais | Paraná            | Vincitore della Copa Paraná         |
| Juventus-SP   | San Paolo            | San Paolo         | Vincitore della Copa Paulista       |
| Marcílio Dias | Itajaí               | Santa Catarina    | Vincitore della Copa Santa Catarina |

### Fase finale
|  | Semifinali    | Semifinali    | Semifinali |        |               | Finale        | Finale | Finale |  |
|  |               |               |            |        |               |               |        |        |  |
|  | Marcílio Dias | Marcílio Dias | 4          |        |               |               |        |        |  |
|  | Marcílio Dias | Marcílio Dias | 4          |        |               |               |        |        |  |
|  | Juventus-SP   | Juventus-SP   | 1          |        |               |               |        |        |  |
|  | Juventus-SP   | Juventus-SP   | 1          |        | Marcílio Dias | Marcílio Dias | 4      |        |  |
|  |               |               |            |        | Marcílio Dias | Marcílio Dias | 4      |        |  |
|  |               |               | Caxias     | Caxias | 1             |               |        |        |  |
|  | J. Malucelli  | J. Malucelli  | Caxias     | Caxias | 1             | 1             |        |        |  |
|  | J. Malucelli  | J. Malucelli  |            |        |               |               |        |        |  |
|  | Caxias        | Caxias        | 2          |        |               |               |        |        |  |